# Kurtziella serga
Kurtziella serga é uma espécie de gastrópode do gênero Kurtziella, pertencente a família Mangeliidae.